# نيال العربه
نيال العربه (بالإنجليزية: Niall Buggy)‏ هو ممثل أيرلندي، ولد في 3 أكتوبر 1948 بدبلن في جمهورية أيرلندا.

## أعمال

### أفلام
- (2014) السيد تيرنر[4][5]

## وصلات خارجية
- نايل باغي على موقع IMDb (الإنجليزية)
- نايل باغي على موقع ألو سيني (الفرنسية)
- نايل باغي على موقع ميوزك برينز (الإنجليزية)
- نايل باغي على موقع أول موفي (الإنجليزية)
- نايل باغي على موقع قاعدة بيانات برودواي على الإنترنت (الإنجليزية)
- نايل باغي على موقع قاعدة بيانات الأفلام السويدية (السويدية)
- نايل باغي على موقع قاعدة بيانات الفيلم (الإنجليزية)
- نايل باغي على موقع كينوبويسك (الروسية)